# Ferula fedoroviorum
Ferula fedoroviorum är en flockblommig växtart som beskrevs av Pimenov. Ferula fedoroviorum ingår i släktet stinkflokesläktet, och familjen flockblommiga växter. Inga underarter finns listade i Catalogue of Life.